# Distrito de Sudbury
O Distrito de  é uma região administrativa da província canadense de Ontário. Sua capital é Espanola. Possui uma população de 22 894 habitantes.